# Trophée Jon-Cornish
Le Trophée Jon-Cornish (en anglais, Jon Cornish Trophy, Cornish Trophy ou Cornish Award), est un trophée décerné chaque année depuis 2017 à l'athlète étudiant canadien le plus remarquable de la NCAA en football américain. 
Il est attribué par un jury composé de journalistes canadiens, d'évaluateurs des joueurs de la Ligue canadienne de football, d'anciens joueurs de la NCAA ayant un lien avec le Canada et des panélistes du programmes de radio et de télévision  « Krown Countdown U (en) » (connus depuis 2019 sous le nom de « Nation Gridiron »).
Le prix a été décerné pour la première fois en 2017 au Temple de la renommée du football canadien à Hamilton dans la Province d'Ontario au Canada. Le trophée n'est cependant apparu qu'en mars 2019.

## Trophée
À la fin de la saison 2017, « Krown Countdown U (en) » décerne un prix au meilleur joueur canadien de football américain de NCAA qu'il dénomme « KCU Top NCAA Canadian Award ». Ce prix est renommé en l'honneur de Jon Cornish, un ancien joueur de football universitaire de Colombie-Britannique qui était un running back hors pair chez les Jayhawks du Kansas et qui, en tant que professionnel chez les Stampeders de Calgary, remporta le prix du Joueur par excellence de la Ligue canadienne de football en 2013 et à trois reprises le prix du Joueur canadien par excellence. Sa saison 2013 fut couronnée par la victoire du Trophée Lou Marsh en tant que meilleur athlète du Canada. Cornish n'était que le troisième joueur de football canadien à remporter ce trophée après Russ Jackson (en) (football américain) et Joe Krol (en).
Cornish a déclaré lors de l'émission « Krown Countdown U (en) » diffusée sur CBC Sports qu'il était très honoré d'avoir un trophée portant son nom et qu'il espèrait que ce prix lui survivrait.
Le groupe Northern 8 (en), dirigé par l'homme d'affaires L. David Dube de Saskatoon, et l'auteur du projet, Jim Mullin (en) de Vancouver, sont les créateurs du trophée.

## Processus de sélection
En 2017, un jury composé de membres de l'émission « Krown Countdown U (en) » et d'un groupe de dépisteurs de la Ligue canadienne de football, après avoir effectué une première sélection de cinq joueurs (dénommée « Stateside Five »), décernent le premier trophée Jon-Cornish au quarterback des Bobcats de l'Ohio Nathan Rourke originaire d'Oakville dans la province de l'Ontario,.
Pour la saison 2018-19, le jury sélectionne seize joueurs. Lors d'un premier scrutin, chaque membre du jury classe ces 16 candidats, le premier recevant seize points, le dernier ne recevant qu'un point. Le total des points récoltés par chaque joueur détermine le classement du premier tour, celui-ci étant dévoilé le 25 janvier 2019 via un communiqué du Temple de la renommée du football canadien,,,,,,.
Un second scrutin est effectué avec les cinq premiers. Le gagnant reçoit le trophée lors d'une cérémonie au Temple de la renommée du football canadien à Hamilton, en Ontario, le 14 mars 2019
,,.
La saison suivante, le jury est composé de vingt électeurs. Vingt joueurs participent au premier tour de scrutin et les cinq premiers participent à un second tour. En raison de la pandémie de COVID-19, le prix est remis virtuellement le 6 mai 2020 au gagnant Chuba Hubbard,,.
Le trophée est exposé en permanence au Temple de la renommée du football canadien.

## Palmarès
| Saison | Vainqueur             | Poste | Statut    | Université     | Ville natale           | Finaliste |
| ------ | --------------------- | ----- | --------- | -------------- | ---------------------- | --- |
| 2017   | Nathan Rourke         | QB    | Sophomore | Ohio           | Oakville, Ontario      | Dejon Brissett (en), WR, Junior, Richmond Mississauga, Ontario |
| 2018   | Nathan Rourke         | QB    | Junior    | Ohio           | Oakville, Ontario      | Chuba Hubbard (en), RB, Freshman, Oklahoma State Sherwood Park, Alberta |
| 2019   | Chuba Hubbard         | RB    | Sophomore | Oklahoma State | Sherwood Park, Alberta | Chase Claypool, WR, Senior, Notre Dame Abbotsford, Colombie-Britannique |
| 2020   | John Metchie III (en) | WR    | Sophomore | Alabama        | Brampton, Ontario      | Amen Ogbongbemiga, LB, Senior, Oklahoma State Calgary, Alberta |
| 2021   | John Metchie III      | WR    | Junior    | Alabama        | Brampton, Ontario      | Chase Brown (en), RB, Junior, Illinois London, Ontario |
| 2022   | Chase Brown (en)      | RB    | Junior    | Illinois       | London, Ontario        | Kurtis Rourke (en), QB, Ohio (Oakville, Ontario) Sydney Brown, DB, Illinois (London, Ontario) |
| 2023   | Elic Ayomanor (en)    | WR    | Sophomore | Stanford       | Medicine Hat, Alberta  | Geoffrey Cantin-Arku, LB, Memphis (Lévis, Québec) Kurtis Rourke (en), QB, Ohio (Oakville, Ontario) Tanner McLachlan, TE, Arizona (Lethbridge, Alberta) Jett Elad, DB, UNLV (Mississauga, Ontario)             |
| 2024   | Kurtis Rourke (en)    | QB    | Graduate  | Indiana        | Oakville, Ontario      | Dariel Djabome, LB, Rutgers (Longueuil, Québec) Elic Ayomanor, WR, Stanford (Medicine Hat, Alberta) Ty Benefield, CB, Boise State (Vancouver, Colombie-Brittanique) Jett Elad, S, UNLV (Mississauga, Ontario) |